# Juichi Saitō
Pour les articles homonymes, voir Juichi.
Juichi Saitō (斎藤 寿一, Saitō Juichi) est un graveur japonais du XXe siècle né le 19 mars 1931 dans la préfecture de Kanagawa et mort le 31 décembre 1992,.

## Biographie
En 1958, il part en France pour un an, où il travaille à l'Atelier 17 de Stanley William Hayter.
Ses œuvres sur cuivre sont ainsi présentées en 1959 à la Biennale des Jeunes Artistes de Paris et aux expositions du groupe Shunyō-Kai.
En 1960, il reçoit un prix à l'exposition Shell et est représenté à la Biennale internationale de l'estampe de Tokyo en 1960, 1962 et 1964 ainsi qu'à la Biennale internationale de Gravure de Ljubljana en 1963 et 1965.
Il a de fréquentes expositions personnelles à Tokyo.